# Polypedilum bipustulatum
Polypedilum bipustulatum är en tvåvingeart som beskrevs av Freeman 1958. Polypedilum bipustulatum ingår i släktet Polypedilum och familjen fjädermyggor. Inga underarter finns listade i Catalogue of Life.